# Lukas Spengler
Lukas Spengler (* 16. September 1994 in Schaffhausen) ist ein ehemaliger Schweizer Radrennfahrer.

## Sportliche Laufbahn
2011 wurde Lukas Spengler Schweizer Vize-Meister der Junioren im Strassenrennen, im Jahr darauf belegte er Rang drei im Einzelzeitfahren. Ebenfalls 2012 startete er erstmals bei den Strassen-Weltmeisterschaften. Seitdem war er mehrfach bei Welt- wie Europameisterschaften nominiert. 2014 belegte er bei der nationalen U23-Meisterschaft Platz zwei im Strassenrennen und Platz vier im Zeitfahren.
2015 hatte Spengler seinen bis dahin grössten Erfolg, als er die U23-Ausgabe von Paris–Roubaix gewann, und er wurde Dritter der Schweizer U23-Meisterschaft im Strassenrennen. Im Jahr darauf gehörte er zu der Mannschaft, die das Zeitfahren der Berlin-Rundfahrt für sich entschied. 2016 wurde er U23-Meister im Strassenrennen. Im Jahr darauf erhielt er einen Vertrag bei WB Veranclassic Aqua Protect, später Wallonie-Bruxelles. Im selben Jahr belegte er Rang drei bei der Berner Rundfahrt. 2019 gab er seinen Rücktritt vom Radsport bekannt.

## Berufliches
Lukas Spengler hat eine Ausbildung als Zweiradmechaniker abgeschlossen und dient als Sportsoldat.

## Erfolge
2015
- Paris–Roubaix (U23)

2016
- Prolog (Mannschaftszeitfahren) Berlin-Rundfahrt (U23)
- Schweizer U23-Meister – Strassenrennen

## Teams
- 2017 WB Veranclassic Aqua Protect
- 2018 WB Aqua Protect Veranclassic
- 2019 Wallonie-Bruxelles